# Fantaisie sur un thème de Haydn
La Fantaisie sur un thème de Haydn és una obra musical de Marcel Grandjany publicada l'any 1958 com a homenatge a l'arpista François Xavies Désargus. La seva forma és un tema amb variacions, amb una introducció prèvia al tema, amb variacions creades "a l'estil" de diferents compositors i intèrprets. Tanmateix, el tema d'aquesta fantasia prové del segon moviment de la simfonia núm. 53, La Imperial, de Franz Joseph Haydn composta entre el 1777 i el 1779.

## Context de Franz Joseph Haydn
Franz Joseph Haydn estava treballant per al príncep Nikolaus Esterházy quan va compondre la simfonia núm. 53 de la qual Marcel Grandjany en va extreure el tema del segon moviment. Haydn havia de satisfer els gustos del príncep, que s'havien decantat cap a l'òpera italiana, i es va veure obligat a treballar seguint aquest estil. Així doncs, les simfonies que va compondre durant aquest temps mostren una relaxació després de la tensió viscuda en períodes anteriors, ja que es va adonar que, com expressa Vignal: 
| «                                  | Emprava un manierisme estètic i una complexitat que no representaven els seus ideals | » |
| — Vignal, Los grandes compositores |                                                                                      |   |

 Això va propiciar una simfonia més simple i conservadora a nivell estilístic, de forma que aquesta i altres simfonies d'aquest període de la seva vida les va compondre recuperant els temes d'algunes obertures d'òperes de forma que no es poguessin reconèixer

### Implicacions de la simfonia núm. 53
Compositors coneguts i no tant coneguts com Grandjany han agafat diversos temes dels seus referents musicals i n'han publicat diverses variacions., Un exemple d'això és l'opus 56 de Johannes Brahms, basat en un tema de la Coral de Sant Antoni per a instruments de vent, peça que s'atribueix a Haydn. Un altre exemple d'aquest és Jean_Baptiste Krumpholtz (1747 – 1790) que també agafa el mateix tema que Grandjany i fa la seva adaptació per a l'arpa. És a dir, va adaptar el tema per a arpa com a dedicatòria a l'altesa reial. Endemés, Haydn, en la seva simfonia núm. 53, va “innovar”, ja que exposa un tema del qual en fa variacions, quelcom que en el seu context alguns compositors com Carl Philipp Emanuel Bach ja havien començat a fer, però no d'una forma estandarditzada; en canvi, Haydn proposa l'exposició d'un tema en major i un en menor que van variant.

## Vida i context de Marcel Grandjany
Marcel Grandjany va néixer a París l'any 1891, on va començar els seus estudis d'arpa amb Henriette Renié a l'edat de vuit anys i no va ser fins als onze que va entrar al Conservatori de París on va estudiar amb Alphonse Hasselmans (qui també va ser mestre de Renié). Va destacar de molt jove com a intèrpret gràcies a l'avantatge de tenir uns dits llargs que li van permetre millorar la seva tècnica, de forma que l'any 1905 va guanyar el primer premi del Conservatori de París. Amb només disset anys i va debutar amb els Concerts de l'Orquestra Lamoureux, moment en què també va fer el seu primer recital a la Sala Érard. Aquests concerts van tenir un gran èxit i li van permetre tocar com a solista a nivell internacional, incloent-hi un concert que va realitzar l'any 1913 amb Maurice Ravel a París. A més, va ser organista de la Basílica del Sacré- Coeur durant la Primera Guerra Mundial. Després de tot això, l'any 1922 va debutar com a solista, primerament a Londres i dos anys més tard a Nova York, on va decidir quedar-se i va convertir-se en ciutadà americà l'any 1945. Durant aquest període va estar treballant com a professor: l'any 1938 va ensenyar a la Juilliard School, on també va ser cap de departament d'arpa, i hi va estar fins poc temps abans de morir; del 1943 a 1963 va estar al Conservatori de Montreal; i a l'Escola de Manhattan de l'any 1956 a 1967, any del seu darrer recital. 

La Fantaisie sur un thème de Haydn té data de l'any 1958 i l'any 1975 va morir a Nova York. Així doncs, podem considerar que aquesta peça segurament va rebre la influència de l'estil musical que es desenvolupava en aquesta ciutat durant els anys que hi va viure, a més de la influència que va rebre durant els seus anys d'aprenentatge a París, on es va desenvolupar amb el context musical que allà es cultivava. Endemés, la va compondre en un moment de la seva vida en el qual ja havia assolit certa experiència amb diverses publicacions, i aquesta obra detona la maduresa compositiva gràcies a l'entorn on es va educar i formar professionalment.

Va dedicar gran part de la seva vida a compondre, però amb un objectiu didàctic. És a dir, les seves publicacions pretenen ser d'utilitat pels estudiants d'arpa de forma que s'adapta a les necessitats dels seus alumnes o atenent a les dificultats que puguin sorgir. Així doncs, en col·laboració amb el seu alumne i assistent Jane Weidensaul va publicar diverses composicions per a arpa sola de dificultat progressiva i fins i tot, va adaptar a aquest instrument una varietat de música d'altres compositors rellevants com Purcell, Kuhnau, Lully, Couperin i Händel (Petite Suite Classique, Carl Fisher/Boosey), i també va adaptar estudis de Johann Sebastian Bach a Études for Harp (Carl Fisher/Boosey). El seu mètode didàctic d'ensenyament i aprenentatge de l'instrument va tenir gran influència a nivell mundial i que també emprava el seu contemporani Carlos Salzedo (1885 – 1965).

El context històric que envolta Grandjany pocs anys abans de nàixer és el d'un país que es troba en un canvi constant degut a la Revolució del 1848 i on es va desenvolupar una democràcia incipient. Nogensmenys, la burgesia cada cop esdevé més forta, fins que arriba al poder Napoleó Bonaparte amb un cop d'estat l'any 1851, proclamant-se emperador de la Segona República i basant el seu règim en l'exèrcit, l'església i la burgesia. A París, la burgesia cada cop augmentava més la seva riquesa i la població s'embellida degut a les guerres de Crimea i Mèxic, però l'any 1870 la guerra amb Prússia va fer caure el règim, Napoleó i va permetre l'arribada d'un nou règim: la Tercera República. Aquesta es va consolidar de forma democràtica, amb diverses eleccions que van permetre el sorgiment de partits polítics amb ideologies i interessos ben diferenciats. Tanmateix, l'esclat de la Primera Guerra Mundial va afectar molt al país i es va acabar gràcies a l'ajut dels Estats Unitats amb el tractat de Pau de Versalles, però la crisi econòmica era imminent. Durant aquest període històric, hi ha una gran efervescència de diferents creacions artístiques però, degut als moviments revolucionaris, va haver-hi un auge dels himnes patriòtics i la creació de les bandes musicals. Tanmateix, sorgien grups de cambra per a instruments de vent gràcies a les innovacions que s'estaven aplicant en la construcció d'aquests. Així doncs, el romanticisme va entrar a França, però com que l'emperador i la majoria de la població preferia la música italiana, tant la música instrumental com l'òpera, això perjudicava als músics francesos, no pas per la seva forma de tocar sinó per les seves composicions. D'aquesta manera, compositors com Berlioz, Liszt i Chopin van començar una reacció en contra del romanticisme i la música italiana amb la creació del teatre líric i la música instrumental gràcies a la divulgació dels Concerts du Conservatoire que van promoure el moviment romàtic francès. 

Els Estats Units van ajudar els britànics i els francesos a guanyar la Primera Guerra Mundial, la qual cosa que els va permetre consolidar-se com a primera potència mundial per diversos motius, però sobretot pel deute contret pels països ajudats, tot i la crisi econòmica que va començar amb el crac del 1929. No obstant, prevalia la rivalitat entre els Estats Units i l'URSS, que va desembocar en la Guerra Freda on els Estats Units volien ser els primers en tot: armament nuclear, la fal·lera per anar a l'espai, les disputes amb països que no compartien les seves ideologies, la creació d'una indústria militar, etc. Tot això és la lluita constant que encara sembla moure els Estats Units. En aquest context històric, pel que fa a temes musicals, als EUA hi va haver una mirada cap a la cultura musical Europea que era la més rica. En un primer moment, adquireixen una música que no és seva atès que no tenen unes arrels pròpies. Aquesta "primera música" prové de les ensenyances de Nadia Boulanger que va transmetre la “idea” del classicisme sota una herència també post-romàntica de forma que va evolucionar a una música diferent i a l'auge d'un sentiment nacionalista. D'altra banda, la Segona Guerra Mundial va provocar que compositors de la tradició clàssica europea es traslladessin a diferents zones dels Estats Units desenvolupant allà la seva tasca creativa. Així doncs, l'obra de Grandjany va sorgir envoltada de la riquesa musical que havia adquirit en els seus aprenentatges al Conservatori de París, però amb la música que s'estava creant als Estats Units, música, com dèiem, d'arrel europea, però adaptada a les necessitats dels músics nord-americans, donant com a resultat una obra d'estil romàntic amb essència clàssica.

### La fantasia en el context de Grandjany
Els romàntics entenien per fantasia un material nou i improvisat sense cap forma definida, mostrant tant elements temàtics com emocionals. Per tant, no tenia una forma musical establerta i es bastia en el virtuosisme o la llibertat compositius a partir d'un material temàtic per així anar creixent fins a agafar més cos i moviments. Tanmateix, aquest terme fantasia podia suposar un exercici de virtuosisme basat en un tema que s'ha agafat d'una altra obra i de la qual se’n deriva un tema amb variacions, amb una introducció. Al segle xx la fantasia seguia tenint connotacions similars, l'estructura amb introducció se segueix desenvolupant i es van definint cada cop més les seccions i cadascuna de les parts de cada variació, cosa que es reflecteix també en aquesta obra. És a dir, les cinc variacions tenen unes característiques comunes com la tonalitat, amb variacions rítmiques i harmòniques, però el tema es manté com a fil conductor. 

### Motivacions de l'obra
En la partitura de l'editorial Alphonse Leduc, apareix textualment “Hommage à F. Xavier Desargus Harpiste français (1768 – 1832)”, per tant, podem interpretar que aquesta va ser la motivació principal de Grandjany per a la creació d'aquesta obra. Endemés, cadascuna de les variacions sobre el tema és un homenatge a diferents compositors i intèrprets: la variació número 1 és un homenatge a Mozart; la número 2 a Nicanor Zabaleta (1907 – 1993), arpista molt reconegut a la seva època per la brillantor i claredat de la seva sonoritat; la variació 3 és un homenatge a Brahms; la número 4 a Mendelssohn i la cinquena és un homenatge a ell mateix. Així doncs, va compondre cadascuna de les variacions segons l'estil musical més característic d'aquests músics i aquest fet reflecteix tota l'experiència que havia adquirit en l'entorn musical de Nova York, les influències romàntiques característiques donades per una brillant expressió musical i els coneixements adquirits en l'aprenentatge al Conservatori de París on denota un nivell tècnic i musical de gran excel·lència. Així doncs, la seva fantasia és un bon referent del que en el seu context s'entenia per fantasia i de potenciador de les idees musicals que es cultivaven en el seu entorn.

### Estructura
Aquesta obra consta de set parts:
1. Introducció: Maestoso
2. Tema de Haydn: Allegretto grazioso
3. Variació I: Allegretto
4. Variació II: Più vivo
5. Variació III: Allegro risoluto
6. Variació IV: Allegretto grazioso
7. Variació V: Allegretto (Tempo Iº)